# اس‌اس کلمبیا
اس‌اس کلمبیا (به انگلیسی: SS Columbia) یک کشتی است که طول آن ۲۰۷٫۶۷ فوت (۶۳٫۳۰ متر) می‌باشد. این کشتی در سال ۱۹۰۲ ساخته شد.